# Három hangverseny-etűd (Liszt)
A Három hangversenyetűd (francia címén: Trois études de concert) Liszt Ferenc komoly hangszertudást igénylő zongoradarabjai (S.144). A darabok 1848 körül keletkeztek, és 1849-ben jelentek meg a Kistner kiadónál. Ajánlása a rokon Eduard Lisztnek szólt.

## A darabok születése
A három etűdöt Liszt 1848 körül komponálta, abban az időszakban, amikor felhagyott a zongoravirtuózi élettel, amikor letelepedett Weimarban. A darabok tulajdonképpen csak nevükben etűdök, de egyáltalán nem gyakorlási, pedagógiai célzatú kompozíciók voltak (annak ellenére, hogy Liszt élete végéig tanította ezeket tanítványainak). Erre Liszt a sorozat egy későbbi, a párizsi Meissonnier kiadásának címével is utalt: Trois caprices poétiques – Három költői capriccio (a capriccio szabad, improvizációs jellegű kompozíció).
A darabok olasz címet kaptak, sorra: II lamento, La leggierezza, Un sospiro.
A zongoradarabokat a lipcsei Kistner kiadó publikálta először, 1849-ben. Liszt Ferenc a három hangversenyetűdöt a Bécsben élő Eduard Lisztnek ajánlotta. Eduard Liszt (1817–1879) a zeneszerző apjának, Liszt Ádámnak (1776–1827) volt a féltestvére, akivel mindig szoros rokoni kapcsolatot ápolt.

## A zene
Liszt Három koncertetűdje bizonyos mértékig Frédéric Chopin hatását tükrözi, de a chopini etűdökhöz képest változatosabbak, sokrétűbbek, kötetlenebb az előadásmódjuk, ugyanakkor felismerhetők bennük szélesen áradó, olaszos, operás jellegű dallamelemek is.
1. II lamento (Panasz)
Az Asz-dúr hangnemben írt, 4/4-es metrumú etűd rövid capriccio bevezető cadenzával indul, ezt követően jelenik meg az a főtéma, ami szinte az egész darabon végigvonul, és amihez Liszt érdekes, igazi romantikus előadói utasítást fűzött: szenvedéllyel és gyengéden (szó szerint: appassionato con tenerezza). A főtéma hangneme többször változik, és színes harmóniákat jelenít meg. A darab közepén jelenik meg egy rövidebb, egy második téma, majd ismét a főtéma következik, és nyugodt hangulatú zárással fejeződik be a darab.
2. La leggierezza (Könnyedség)
3/4-es, f-moll kompozíció, amely csak egyetlen témából épül. Ez is cadenzával kezdődik, majd a fődallam mutatkozik be, amely eleinte chopines hatást kelt. Liszt azonban hamarosan sűríti a letétet és aprózza a dallamot, s felbontott harmóniákból építi a zenei szövetet. Az etűd közepe táján gyorsabb és hangosabb lesz a darab, majd ismét olyan könnyed és elegáns lesz a dallammenet, mint az első részben volt, de a technikai nehézségek nem csökkennek. August Göllerich, Liszt tanítványa írta: „Akkoriban azt mondták, ezt senki sem tudja eljátszani: ha még Liszt maga játszik ilyesmit, elmegy, de egyébként játszhatatlanok!”
3. Un sospiro (Sóhaj)
A sorozat darabjai közül ezt játsszák a leggyakrabban. Bár mindhárom etűd olaszos-operás-dallamos jellegű, ez a karakter itt érezhető leginkább; a darab kezdete pentaton jellegű olasz dalnak hat. Ez a legkevésbé chopines, annál erőteljesebben érvényesül benne Liszt korábbi stílusa. Kottája többnyire három szólamot tartalmaz, kettőben a kíséret van, míg a dallamot a két kéz váltakozva szólaltatja meg; de az is előfordul, hogy a dallam a középszólamba kerül. Emiatt a kotta olvasása sem egyszerű feladat, és benne Liszt komoly zenei újításokat is alkalmazott. Szintén Göllerich jegyezte fel a Sóhajjal kapcsolatban, hogy Liszt 1884-ben így beszélt róla tanítványai előtt: „Születésekor mindez teljesen új volt; ma már persze leírják mindenféle Blumenthal urak és társaik is, öregnek és banálisnak hat.” Ezek már az öreg, keserű Liszt szavai.
A Desz-dúr főhangnemű, 4/4-es lüktetésű darabot – jellegzetes hullámzó kísérete miatt – Hárfa-etűd címen is szokták említeni.